# Casa del Rey
Casa del Rey, o King's House, es un lugar histórico en el pueblo de Dorado, en Puerto Rico. También se le conoce como Cuartel de la Guardia de Milicias, Parador o Cárcel Municipal.
Fue construido como parador o posada alrededor de 1823. El edificio, el más antiguo de la ciudad, proporcionó alojamiento al personal del gobierno español y también sirvió como cuartel general militar regional.
En 1848, Jacinto López compró la estructura. Al convertirlo en una residencia, López agregó dos alas que crearon una configuración en forma de U alrededor de un patio interior. En 1871, Casa del Rey se convirtió en el hogar de Manuel Alonso y Pacheco, el notable escritor romántico de Puerto Rico.
Fue incluido en el Registro Nacional de Lugares Históricos de Estados Unidos en 1989. 
La casa fue restaurada por el Instituto de Cultura Puertorriqueña en 1978 y ahora es un museo de historia local.